# آن دانييل
آن دانييل (معروفة أيضا باسم آني ستورغيس دانيال) من مواليد 21 سبتمبر 1858 وتوفيت في 11 أغسطس 1944، كانت طبيبة أمريكية تعمل في مصلحة الصحة العامة التي تُركز على تحسين الظروف المعيشية والسكن كما تعمل على تحسين ظروف السجينات في مدينة نيويورك.

## التعليم
حضرت دانيال كلية الطب ثم تدربت في مستوصف بمدينة نيويورك حيث تخصصت في طب التوليد والنسائيات وأمراض النساء والولادة وكذلك طب الأطفال. لم تقتصر في عملها على المجال الطبي فقط؛ بل كانت ناشطة في مجال حقوق الإنسان حيث طالبت بتحسين أوضاع الفئات الهشة كما حاولت محاربة الفقر وتحسين وضعية المرضى والبحث لهم عن مسكن. وقد لفتت الانتباه بفضل عملها الدؤوب في إصلاح المجال الصحي والبيئة الاجتماعية وغيرها.

## المسيرة المهنية
لأكثر من 60 عاما، قامت دانيال بالتدريس والإشراف على الطلاب في مستوصف نيويورك، وركزت خصوصا على تثقيف السكان وحثهم على النظافة، رعاية الأطفال والطب الوقائي. كما أرادت الحصول على مسكن لكل المواطنين الذين لا يتوفرون على منزل، وحاولت مساعدة الإناث ومحاربة عمالة الأطفال. لعبت دانيال دوراً كبيراً في التأثير على قرارات الحكومة المحلية حيث سنَّت عشرات التشريعات لتحسين حياة النساء والأطفال ووضع المرأة في المجال العام. كانت عضوة في جمعية عمل المرأة وإحدى أوائل المؤيدات لحق النساء في التصويت، ولكن بالرغم من ذلك فلم تنجح في إقناع الحكومة بالقيام الكثير من الجهود التشريعية للتعامل مع السجينات وتحسين وضعيتهن. كتبت دانيال تقريرا عن عن سجن النساء وتكلفت رابطة نيويورك بنشره في عام 1886 وقد أدى تقريرها هذا إلى تحسين وضعية بعض من السجينات كما طالبت بتوظيف إناث حراس للإشراف على السجينات. كتبت دانيال مؤلفا عن تاريخها في المستشفى في 1930 بعنوان التجربة الحذرة: تاريخ نيويورك مع عيادة النساء والأطفال ووضعية المرأة في كلية الطب وفي مستوصف نيويورك والذي تكلفت مجلة المرأة الطبية بنشره على فترات (46 سلسلة) وذلك ما بين أيار/مايو 1939 وكانون الأول/ديسمبر 1939.

## تأثير
في مستوصف نيويورك؛ خلَّفت دانيال تأثيرا كبيرا وزادت شهرتها بفضل إسهاماتها الكبيرة والمتكررة في مجال الرعاية الصحية للأطفال، كما قامت بتدابير عدة لتنمية الصحة العامة وأنقذت حياة الملايين في جميع أنحاء العالم باعتراف عشرات مرضاها والعاملين والعاملات معها.